# Otoci Jidda
Otoci Jidda (ar. جزيرة جدة) su skupina od tri mala nenaseljena otočića u Bahreinu, koji leže zapadno od otoka Bahrein i sjeverno od Umm an Nasana u Perzijskom zaljevu. Nalaze se 17.5 km zapadno od glavnog grada Maname, na otoku Bahrein.

## Povijest
Od 1930., na Jiddi je jedan od bahreinskih zatvora. Majeed Marhoon, Abdulhadi Khalaf i nekoliko drugih političkih aktivista proveli su vrijeme u zatvoru 1960-ih i 1970-ih. Kasnije je postao privatno vlasništvo premijera Khalife bin Salmana Al Khalife i trenutno je zatvoren za javnost.

## Geografija
Glavni otok čine vapnenačke litice. Vjeruje se da su kameni blokovi isklesani s otoka korišteni u hramu Barbar na otoku Bahrein. Mali Mini Bahrain je umjetni otok na južnoj obali napravljen da izgleda točno kao veliki otok Bahrain.

## Demografija
Otok ima palaču, vrtove, heliodrom, džamiju i nekoliko drugih objekata napravljenih za premijera i njegovu obitelj, iako je otok nenaseljen, a sam šeik Khalifa živio je u Riffi na otoku Bahrein do svoje smrti u studenom 2020.

## Uprava
Otok pripada Sjevernom guvernoratu Bahreina.

## Promet
Povezan je s Umm an Nasan pomoću nasipa dugog 1.75 km.

## Vanjske poveznice
- Članak o politici otoka, Abbas al Murshid